# Yushin Okami
Yushin Okami (em japonês: 岡見 勇信, Okami Yūshin) (Kanagawa, 21 de julho de 1981) é um lutador japonês de artes marciais mistas. Ele já venceu lutadores como Mike Swick, Evan Tanner, Mark Muñoz, Hector Lombard, Alan Belcher e Nate Marquardt, além de uma vitória por desqualificação sobre Anderson Silva.

## Carreira no MMA

### Início no MMA
Como um amador, Okami lutou no pré-torneio do Pride 4, derrotando dois adversários antes de finalizar Yuuki Tsutsui na final com um triângulo para ganhar o torneio. Ele começou sua carreira profissional em 2002, lutando nas promoções do GCM, Pancrase, e fazendo uma aparição no Pride The Best Vol.3 acumulando um registro profissional de 6-0. Em 2003, ele competiu no ADCC Submission Wrestling World Championship, mas foi derrotado por Matt Lindland. Também em 2003, sofreu sua primeira derrota no MMA profissional para Amar Suloev.
Okami continuou lutando em várias promoções antes de chegar ao Rumble on the Rock, onde ele entrou no torneio até 175 lbs. Anderson Silva, Frank Trigg, Renato Verissimo e Jake Shields também competiram no torneio. Na rodada de abertura, Okami lutou com o atual campeão dos médios do UFC, Anderson Silva. Silva controlou a luta em pé antes de Okami garantir uma queda. Okami desferiu alguns golpes da posição de montada e Silva estava em posição de guarda. Depois, os joelhos de Okami estavam no chão quando Silva desferiu um chute ilegal no seu queixo, fazendo com que o golpe fosse considerado ilegal e deixando o adversário inconsciente. Silva disse mais tarde que a regra não foi devidamente explicada a ele antes da luta. "Quando eu lutei com Okami, as regras não me foram explicadas corretamente", disse Silva. "(...) Você poderia chutar um adversário abatido na virilha ou na cabeça, quando suas costas estivessem no chão, então as regras não me foram explicadas adequadamente". O árbitro Troy Mandaloniz separou os lutadores e imediatamente deu a Okami uma chance de se recuperar, mas Okami optou pela vitória por desqualificação. Okami foi controlando Silva no solo, assim, muitos acreditavam que ele seria o vencedor do round, o que levou à desqualificação. Silva respondeu dizendo que ele "sentiu que era uma forma barata e covarde de ganhar" e que "as pessoas que estavam lá viram que ele estava na condição de voltar e continuar lutando, e ele não". Passando para a próxima rodada, enfrentou o futuro campeão dos médios do Strikeforce, Jake Shields, um dos favoritos do torneio. Okami perdeu por decisão unânime e Shields ganhou o torneio.

## Ultimate Fighting Championship
Em 2006, Okami tinha acumulado um registo de 16-3 e foi classificado entre os três melhores lutadores na categoria Médio do Pancrase. Ele assinou com o UFC e fez sua estréia na organização no card preliminar do UFC 62, derrotando Alan Belcher por decisão unânime. Em menos de dois meses depois ele lutou contra Kalib Starnes no UFC 64, o derrotando por nocaute técnico devido a socos no terceiro round. Okami, em seguida, assinou contrato para fazer sua terceira aparição, agora no UFC 66. Ele foi originalmente escalado para enfrentar David Terrell, porém Terrell retirou-se do combate devido a uma lesão no cotovelo e foi substituído por Rory Singer. Okami derrotou Singer por finalização (socos).
Depois de três vitórias no UFC, |língua=enOkami fez sua estréia em um card principal no UFC 69 contra Mike Swick, que vinha de cinco vitórias seguidas no UFC na época. Okami venceu o combate por decisão unânime. Okami, em seguida, participou do Campeonato Mundial de Submission do ADCC de 2007 na categoria até 87kg, mas perdeu para o eventual vencedor da categoria e também lutador do UFC Demian Maia. No UFC, no entanto, Okami estava vindo de quatro vitórias seguidas. Em sua próxima luta, ele enfrentou o ex-campeão dos médios Rich Franklin no UFC 72 para a vaga de desafiante Nº1 ao cinturão. Franklin controlou os dois primeiros rounds e Okami quase foi finalizado em uma kimura no terceiro. Na decisão dos juízes, os três marcaram a luta por 29-28 em favor de Franklin.
Okami enfrentou Jason MacDonald no UFC 77. MacDonald também havia derrotado Singer e perdido para Franklin, em suas duas lutas anteriores. Apesar de Dana White ter dito que o vencedor podia ganhar uma chance pelo cinturão, a luta foi colocada no card preliminar, possivelmente devido à falta de apoio aos lutadores e dos fãs. Okami dominou a luta sendo superior na parte em pé, nas defesas de queda e no controle no chão, vencendo a luta por decisão unânime.
Okami foi agendado para uma revanche contra Anderson Silva valendo o cinturão dos médios no UFC 90, mas ele foi forçado a desistir da luta devido a uma mão quebrada. Patrick Côté foi escolhido para substituí-lo. Após a sua recuperação, Okami enfrentou o medalhista de ouro do ADCC 2003 em sua categoria, Dean Lister, no UFC 92. Apesar de a luta fora agendada para o card principal, Okami lutou no card preliminar e ganhou por decisão unânime. Lister fez freqüentes tentativas de puxar guarda e levar Okami para o chão, mas não foi capaz de garantir as apresentações. A luta foi considerada tediosa por espectadores, mas Okami foi vitorioso.
Okami foi então marcado para voltar no UFC 98 contra Dan Miller, mas sofreu uma lesão no ligamento e não foi capaz de competir.
Okami retornou no UFC 104 contra Chael Sonnen. Ele perdeu para Sonnen por decisão unânime (30-27, 30-27, 30-27). Após a luta, Okami treinou na Team Quest com Sonnen um mês antes de retornar ao Japão. Sonnen declarou em uma entrevista que foi uma honra lutar contra Okami e treinar com ele, que via Okami como um irmão e depois de ver o potencial de aprendizagem de Okami, ele diz que terá mais cuidado para lutar com ele novamente.
Okami derrotou Lucio Linhares por nocaute técnico (paralisação médica) no UFC Fight Night: Florian vs. Gomi. Na luta contra Linhares, muitos espectadores elogiaram Okami por sua notável melhoria.
Em 1 de agosto, Okami derrotou Mark Muñoz por decisão dividida no co-evento principal do UFC Live: Jones vs. Matyushenko. Okami foi capaz de controlar a maioria das quedas de Muñoz e manteve a luta em pé onde ele mostrou estar impressionantemente superior e venceu a luta após três rounds.
Okami era esperado para enfrentar Vitor Belfort no dia 13 de novembro de 2010 no UFC 122, com o vencedor enfrentando Anderson Silva pelo cinturão dos médios do UFC. Belfort foi então retirado da luta, e Nate Marquardt foi aproveitado para fazer um rápido retorno ao octógono para enfrentar Okami no UFC 122. Okami venceu a luta por decisão unânime, o que garantiu uma luta pelo título.

### Chance pelo Cinturão dos Médios
Okami enfrentou Anderson Silva no UFC 134 no dia 27 de agosto de 2011. Na luta, Okami foi derrotado por nocaute técnico devido a socos aos 2:04 do segundo round.

### Pós-Luta pelo Cinturão
Okami, depois, enfrentou Tim Boetsch no dia 26 de fevereiro de 2012 no UFC 144. Depois de dominar os dois primeiros rounds, ele perdeu também por nocaute técnico no terceiro round.
Okami era esperado para enfrentar Luiz Cané no dia 11 de agosto de 2012 no UFC 150. Porém, Cané se machucou e deu lugar a Rousimar Palhares. No entanto, Toquinho também se machucou e foi substituído por Buddy Roberts. Okami derrotou Roberts por nocaute técnico devido a socos no segundo round.
Okami lutou uma revanche contra Alan Belcher em 29 de Dezembro de 2012 no UFC 155. Okami derrotou Belcher por decisão unânime.
Okami enfrentou Hector Lombard em 2 de Março de 2013 no UFC on Fuel TV: Silva vs. Stann e venceu por decisão dividida.
Okami enfrentou Ronaldo Souza em 4 de Setembro de 2013 no UFC Fight Night: Teixeira vs. Bader e perdeu a luta por nocaute técnico no primeiro round. Após a derrota, o Ultimate surpreendeu a todos e demitiu o lutador japonês.

### World Series of Fighting
Em 13 de Outubro de 2013, Okami assinou com o World Series of Fighting e estreou em 29 de Março de 2013 no WSOF 9 contra Svetlozar Savov. Ele venceu a luta por finalização no segundo round.
Okami lutou disputando o  cinturão peso-médio do WSOF contra o campeão David Branch em 15 de Novembro de 2014 no WSOF 15, e acabou sofrendo um nocaute no quarto round.

## Cartel no MMA
| Cartel no MMA       |             |             |
| 48 lutas            | 36 vitórias | 12 derrotas |
| Por nocaute         | 14          | 5           |
| Por finalização     | 3           | 1           |
| Por decisão         | 18          | 6           |
| Por desqualificação | 1           | 0           |

| Res.    | Cartel | Oponente          | Método                                  | Evento                                  | Data       | Round | Tempo | Local                        | Notas                                             |
| ------- | ------ | ----------------- | --------------------------------------- | --------------------------------------- | ---------- | ----- | ----- | ---------------------------- | ------------------------------------------------- |
| Vitória | 36-14  | Agilan Thani      | Decisão (dividida)                      | ONE Championship: Century Part 1        | 13/10/2019 | 3     | 5:00  | Tóquio                       |                                                   |
| Derrota | 35-14  | James Nakashima   | Decisão (unânime)                       | ONE Championship: Dawn of Heroes        | 02/08/2019 | 3     | 5:00  | Pasay                        |                                                   |
| Derrota | 35-13  | Kiamrian Abbasov  | Nocaute Técnico (socos)                 | ONE Championship: For Honor             | 05/05/2019 | 2     | 1:10  | Jakarta                      | Estreia no ONE FC.                                |
| Derrota | 35-12  | Alexey Kunchenko  | Decisão (unânime)                       | UFC Fight Night: dos Santos vs. Tuivasa | 01/12/2018 | 3     | 5:00  | Adelaide                     |                                                   |
| Vitória | 35-11  | Dhiego Lima       | Decisão (unânime)                       | UFC on Fox: Poirier vs. Gaethje         | 14/04/2018 | 3     | 5:00  | Glendale, Arizona            | Retorno aos Meios Médios.                         |
| Derrota | 34-11  | Ovince St. Preux  | Finalização Técnica (von flue)          | UFC Fight Night: Saint Preux vs. Okami  | 23/09/2017 | 1     | 1:50  | Saitama                      | Retorno ao UFC; Estreia nos Meio Pesados.         |
| Vitória | 34-10  | André Lobato      | Decisão (unânime)                       | PFL 2                                   | 29/07/2017 | 3     | 5:00  | Everett, Washington          |                                                   |
| Vitória | 33-10  | Paul Bradley      | Decisão (dividida)                      | WSOF 34                                 | 31/12/2016 | 3     | 5:00  | Nova Iorque                  |                                                   |
| Vitória | 32-10  | Shingo Suzuki     | Finalização (mata leão)                 | Pancrase 279                            | 24/07/2016 | 1     | 2:06  | Tóquio                       |                                                   |
| Vitória | 31-10  | Ryuta Sakurai     | Nocaute Técnico (interrupção médica)    | DEEP 75 Impact: 15th Anniversary        | 27/02/2016 | 2     | 4:23  | Tóquio                       |                                                   |
| Derrota | 30-10  | Jon Fitch         | Decisão (unânime)                       | WSOF: Jon Fitch vs. Okami               | 17/11/2015 | 3     | 5:00  | Mashantucket, Connecticut    | Estreia nos Meio Médios.                          |
| Derrota | 30-9   | David Branch      | Nocaute Técnico (socos)                 | WSOF 15: Branch vs. Okami               | 15/10/2014 | 4     | 3:39  | Tampa, Flórida               | Pelo Cinturão Peso Médio do WSOF.                 |
| Vitória | 30-8   | Svetlozar Savov   | Finalização (triângulo de braço)        | WSOF 9: Carl vs. Palhares               | 29/03/2014 | 2     | 4:46  | Las Vegas, Nevada            | Estreia no WSOF.                                  |
| Derrota | 29-8   | Ronaldo Souza     | Nocaute Técnico (socos)                 | UFC Fight Night: Teixeira vs. Bader     | 04/09/2013 | 1     | 2:47  | Belo Horizonte               |                                                   |
| Vitória | 29-7   | Hector Lombard    | Decisão (dividida)                      | UFC on Fuel TV: Silva vs. Stann         | 03/03/2013 | 3     | 5:00  | Saitama                      |                                                   |
| Vitória | 28-7   | Alan Belcher      | Decisão (unânime)                       | UFC 155: Dos Santos vs. Velasquez II    | 29/12/2012 | 3     | 5:00  | Las Vegas, Nevada            |                                                   |
| Vitória | 27-7   | Buddy Roberts     | Nocaute Técnico (socos)                 | UFC 150: Henderson vs. Edgar II         | 11/08/2012 | 2     | 3:05  | Denver, Colorado             |                                                   |
| Derrota | 26-7   | Tim Boetsch       | Nocaute Técnico (socos)                 | UFC 144: Edgar vs. Henderson            | 26/02/2012 | 3     | 0:54  | Saitama                      |                                                   |
| Derrota | 26-6   | Anderson Silva    | Nocaute Técnico (socos)                 | UFC 134: Silva vs. Okami                | 27/08/2011 | 2     | 2:04  | Rio de Janeiro               | Pelo Cinturão Peso Médio do UFC.                  |
| Vitória | 26-5   | Nate Marquardt    | Decisão (unânime)                       | UFC 122: Marquardt vs. Okami            | 13/11/2010 | 3     | 5:00  | Oberhausen                   | Se tornou o desafiante Nº1 ao Título dos Médios.  |
| Vitória | 25-5   | Mark Muñoz        | Decisão (dividida)                      | UFC Live: Jones vs. Matyushenko         | 01/08/2010 | 3     | 5:00  | San Diego, Califórnia        |                                                   |
| Vitória | 24-5   | Lúcio Linhares    | Nocaute Técnico (interrupção médica)    | UFC Fight Night: Florian vs. Gomi       | 31/03/2010 | 2     | 2:47  | Charlotte, Carolina do Norte |                                                   |
| Derrota | 23-5   | Chael Sonnen      | Decisão (unânime)                       | UFC 104: Machida vs Shogun              | 24/10/2009 | 3     | 5:00  | Los Angeles, Califórnia      |                                                   |
| Vitória | 23-4   | Dean Lister       | Decisão (unânime)                       | UFC 92: The Ultimate 2008               | 27/12/2008 | 3     | 5:00  | Las Vegas, Nevada            |                                                   |
| Vitória | 22-4   | Evan Tanner       | Nocaute (joelhada)                      | UFC 82: Pride of a Champion             | 01/03/2008 | 2     | 3:00  | Columbus, Ohio               |                                                   |
| Vitória | 21-4   | Jason MacDonald   | Decisão (unânime)                       | UFC 77: Hostile Territory               | 20/10/2007 | 3     | 5:00  | Cincinatti, Ohio             |                                                   |
| Derrota | 20-4   | Rich Franklin     | Decisão (unânime)                       | UFC 72: Victory                         | 16/06/2007 | 3     | 5:00  | Belfast                      | Pela vaga de desafiante Nº1 ao Título dos Médios. |
| Vitória | 20-3   | Mike Swick        | Decisão (unânime)                       | UFC 69: Shootout                        | 07/04/2007 | 3     | 5:00  | Houston, Texas               |                                                   |
| Vitória | 19-3   | Rory Singer       | Nocaute (socos)                         | UFC 66: Liddell vs. Ortiz               | 30/12/2006 | 3     | 4:03  | Las Vegas, Nevada            |                                                   |
| Vitória | 18-3   | Kalib Starnes     | Nocaute Técnico (socos)                 | UFC 64: Unstoppable                     | 14/10/2006 | 3     | 1:40  | Las Vegas, Nevada            |                                                   |
| Vitória | 17-3   | Alan Belcher      | Decisão (unânime)                       | UFC 62: Liddell vs. Sobral              | 26/08/2006 | 3     | 5:00  | Las Vegas, Nevada            | Estréia no UFC.                                   |
| Vitória | 16-3   | Izuru Takeuchi    | Nocaute Técnico (socos)                 | GCM: D.O.G. 6                           | 11/06/2006 | 1     | 3:39  | Tóquio                       |                                                   |
| Vitória | 15-3   | Ji Won Bang       | Nocaute Técnico (socos)                 | MARS: World Grand Prix                  | 13/05/2006 | 1     | 4:38  | Chiba                        |                                                   |
| Derrota | 14-3   | Jake Shields      | Decisão (majoritária)                   | Rumble On The Rock 9                    | 21/04/2006 | 3     | 5:00  | Honolulu, Havaí              | Segundo Round do Torneio de Meio Médios do ROTR.  |
| Vitória | 14-2   | Anderson Silva    | Desqualificação (pedalada ilegal)       | Rumble On The Rock 8                    | 20/01/2006 | 1     | 2:33  | Honolulu, Havaí              | Primeiro Round do Torneio de Meio Médios do ROTR. |
| Vitória | 13-2   | Myun Joo Lee      | Nocaute Técnico (interrupção do córner) | Hero's 2005 in Seoul                    | 05/11/2005 | 1     | 4:14  | Seul                         |                                                   |
| Vitória | 12-2   | Damien Riccio     | Nocaute Técnico (socos)                 | GCM: D.O.G. 3                           | 17/09/2005 | 2     | 2:44  | Tóquio                       |                                                   |
| Vitória | 11-2   | Nick Thompson     | Nocaute Técnico (lesão no cotovelo)     | GCM: D.O.G. 2                           | 11/06/2005 | 1     | 0:29  | Tóquio                       |                                                   |
| Vitória | 10-2   | Brian Foster      | Finalização (triângulo de braço)        | GCM: D.O.G. 1                           | 12/03/2005 | 3     | 2:53  | Tóquio                       |                                                   |
| Vitória | 9-2    | Eiji Ishikawa     | Decisão (unânime)                       | Pancrase: Brave 9                       | 12/10/2004 | 3     | 5:00  | Tóquio                       |                                                   |
| Derrota | 8-2    | Falaniko Vitale   | Decisão (dividida)                      | SuperBrawl 36                           | 18/06/2004 | 3     | 5:00  | Honolulu, Havaí              |                                                   |
| Vitória | 8-1    | Ryuta Sakurai     | Decisão (unânime)                       | Pride Bushido 2                         | 15/02/2004 | 2     | 5:00  | Yokohama                     |                                                   |
| Vitória | 7-1    | Kousei Kubota     | Nocaute Técnico (socos)                 | GCM: Demolition 13                      | 18/01/2004 | 1     | 1:47  | Japão                        |                                                   |
| Derrota | 6-1    | Amar Suloev       | Nocaute Técnico (socos)                 | M-1 Global: Russia vs. the World        | 10/10/2003 | 1     | 4:44  | Moscou                       |                                                   |
| Vitória | 6-0    | Kazuhiro Hanada   | Nocaute Técnico (socos)                 | GCM: Demolition 9                       | 21/07/2003 | 1     | 4:47  | Yokohama                     |                                                   |
| Vitória | 5-0    | Hidehiko Hasegawa | Decisão (unânime)                       | GCM: Demolition 7                       | 01/05/2003 | 2     | 5:00  | Tóquio                       |                                                   |
| Vitória | 4-0    | Hikaru Sato       | Decisão (unânime)                       | Pancrase: Hybrid 1                      | 26/01/2003 | 2     | 5:00  | Tóquio                       |                                                   |
| Vitória | 3-0    | Sen Nakadai       | Decisão (unânime)                       | Pancrase: Spirit 8                      | 30/11/2002 | 2     | 5:00  | Yokohama                     |                                                   |
| Vitória | 2-0    | Steve White       | Nocaute (socos)                         | Pride The Best Vol.3                    | 20/10/2002 | 2     | 3:25  | Tóquio                       |                                                   |
| Vitória | 1-0    | Kyosuke Sasaki    | Decisão (unânime)                       | GCM: Demolition 1                       | 08/09/2002 | 2     | 5:00  | Japão                        |                                                   |